# Cyclaspis amamiensis
Cyclaspis amamiensis är en kräftdjursart som beskrevs av Gamo 1963. Cyclaspis amamiensis ingår i släktet Cyclaspis och familjen Bodotriidae. Inga underarter finns listade i Catalogue of Life.